# Sant Pere de Lligordà
Sant Pere de Lligordà és un monument del poble de Lligordà, actualment del municipi de Beuda (Garrotxa) protegit com a bé cultural d'interès local.

## Descripció
Sant Pere és l'església parroquial del veïnat de Lligordà; es tracta d'una construcció romànica del segle xii, malgrat que es disposen de dades anteriors. Té una sola nau, amb volta de canó apuntada i una cornisa recorre els murs interiors. L'absis, semicircular està situat al costat de llevant. La porta d'accés al temple és a migjorn i està formada per tres arcs en gradació, una llinda i un timpà amb una creu en relleu. La porta té els batents decorats i reforçats amb aplicacions de ferro forjat dels segles XII o XIII: unes cintes planes que acaben en doble voluta als extrems; el forrellat té un cap de serp a l'extrem del passador.
El campanar, a la façana de ponent, mostra l'antiga espadanya, convertida en torre, sobrealçada al segle xviii, amb teulat a dues vessants. Al nord, unit amb el temple, hi ha construccions annexes.

## Història
Sant Pere de Lligordà ve citada documentalment l'any 1079, quan el vescomte de Bas i la seva esposa Ermessendis la donaren al monestir de Sant Joan les Fonts. L'actual temple, és del segle xii. El nom del lloc, unit amb el del temple, ve documentat com "Longordani" (1079), "Longorzano" (1106), "Longordano" (1175), "Lugurciano (1178), "Ligurciano (1231) i "Lligordano" (1362), fins a convertir-se més endavant en Lligordà.
L'església, que conserva part del seu caràcter original, havia guardat fins ben entrada la vintena centúria un retaule del segle xvi, fet per Pere Mates, amb escenes de la vida del Sant titular del temple. L'any 1933, el retaule ja no era al temple i s'ignorava el destí que se li havia donat.
Els Goigs que aquesta parròquia canta a Sant Pere, diuen: "Lligordà lo poble nostre, us honora en eix altar, és la gent devota vostre, que amb amor us el va alçar, sempre els feu tot benefici, doncs sóu Vós el seu Patró...".